# ユーゴスラビア鉄道802形気動車
ユーゴスラビア鉄道802形気動車（ユーゴスラビアてつどう802がたきどうしゃ）は、かつてユーゴスラビアの国営鉄道であったユーゴスラビア鉄道が所有していた鉄道車両。軌間760 mmの狭軌路線向けに導入され、引退後は対応軌間を改めた上でポルトガルのポルトガル鉄道へ譲渡された。

## 概要
ユーゴスラビア鉄道が所有していた軌間760 mm（ボスニア軌間）の狭軌路線では、1930年代以降従来の蒸気機関車列車に代わる長距離向け車両として気動車の488形（→801形）が使用されていたが、1960年代に入ると老朽化が課題となっていた。そこで、これらの車両の後継および狭軌路線の近代化を目的として製造されたのが802形である。製造はスラヴォンスキ・ブロドに工場を有するジュロー・チャコビッチが手掛けた。
編成長59.5 mの4両編成で、全車ともフィアット製の6気筒4ストローク水平対向ディーゼルエンジン（221 HO 710）が備えられた動力車であり、エンジンからの動力は歯車によって動力台車に伝達される構造であった（機械式気動車）。車両番号については、先頭車は0番台（802 001 - 802 024）、中間車は500番台（802 501 - 802 524）となっていた。

## 運用
1963年から1969年にかけて4両編成12本、合計48両が製造され、1968年以降ベオグラードやサラエヴォ、ドゥブロヴニクなど各都市を結ぶ都市間長距離列車として用いられた。また、1編成はヨシップ・ブロズ・チトー大統領が乗車する特別列車としての使用を考慮した設計となっていた。だが、ユーゴスラビアにおける軌間760 mmの狭軌路線は軌間1,435 mm（標準軌）への改軌や路線自体の廃止によって次第に縮小していき、802形自体もメンテナンス不足などの要因から車両状態が悪化し、最終的に1979年までに運用から撤退した。
その後、これらの車両のうち40両（4両編成10本）について、軌間1,000 mm（メーターゲージ）の路線で残存していた蒸気機関車の置き換えを目的にポルトガルのポルトガル鉄道へ譲渡される事となり、台車のメーターゲージへの対応工事を行ったうえで1980年からトゥア線やコーゴ線、ヴォウガ線といった路線に投入された。また、これに合わせて形式名も9700形に変更された。
だが、運行開始後はフィアット製のディーゼルエンジンや機械式変速機の故障が相次いだ他、外開きの乗降扉が乗客の乗降に支障をきたす、車両の振動が激しいなどの諸問題が発生した。その結果早期に改修工事が行われたものの、輸送力の兼ね合いもあり4両編成での運用は中止され2両・3両編成での使用が主体となり、編成から外された中間車は部品取り車両として車庫に留置された。

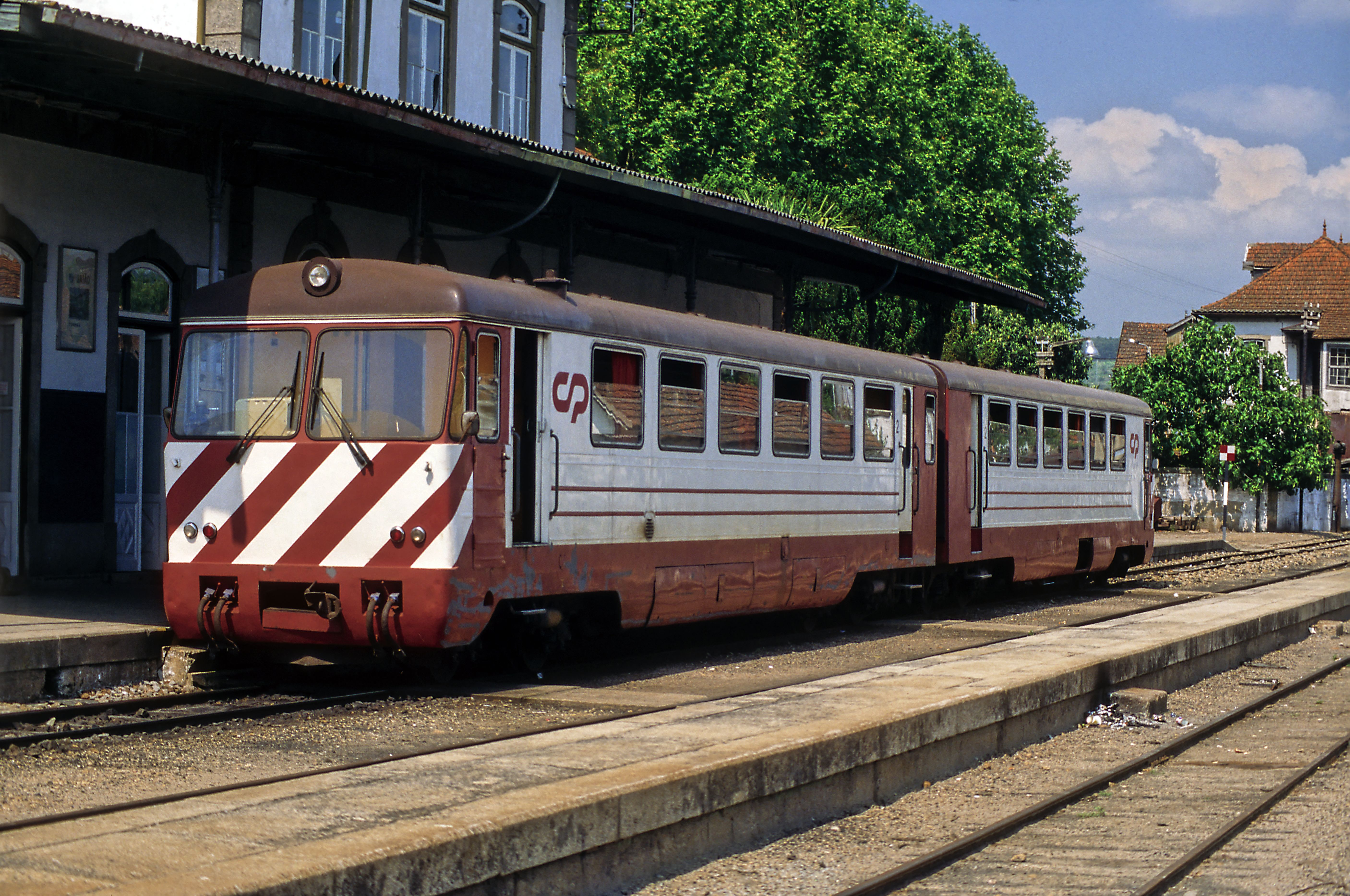
2両編成で使用されていた9700形（1996年撮影）
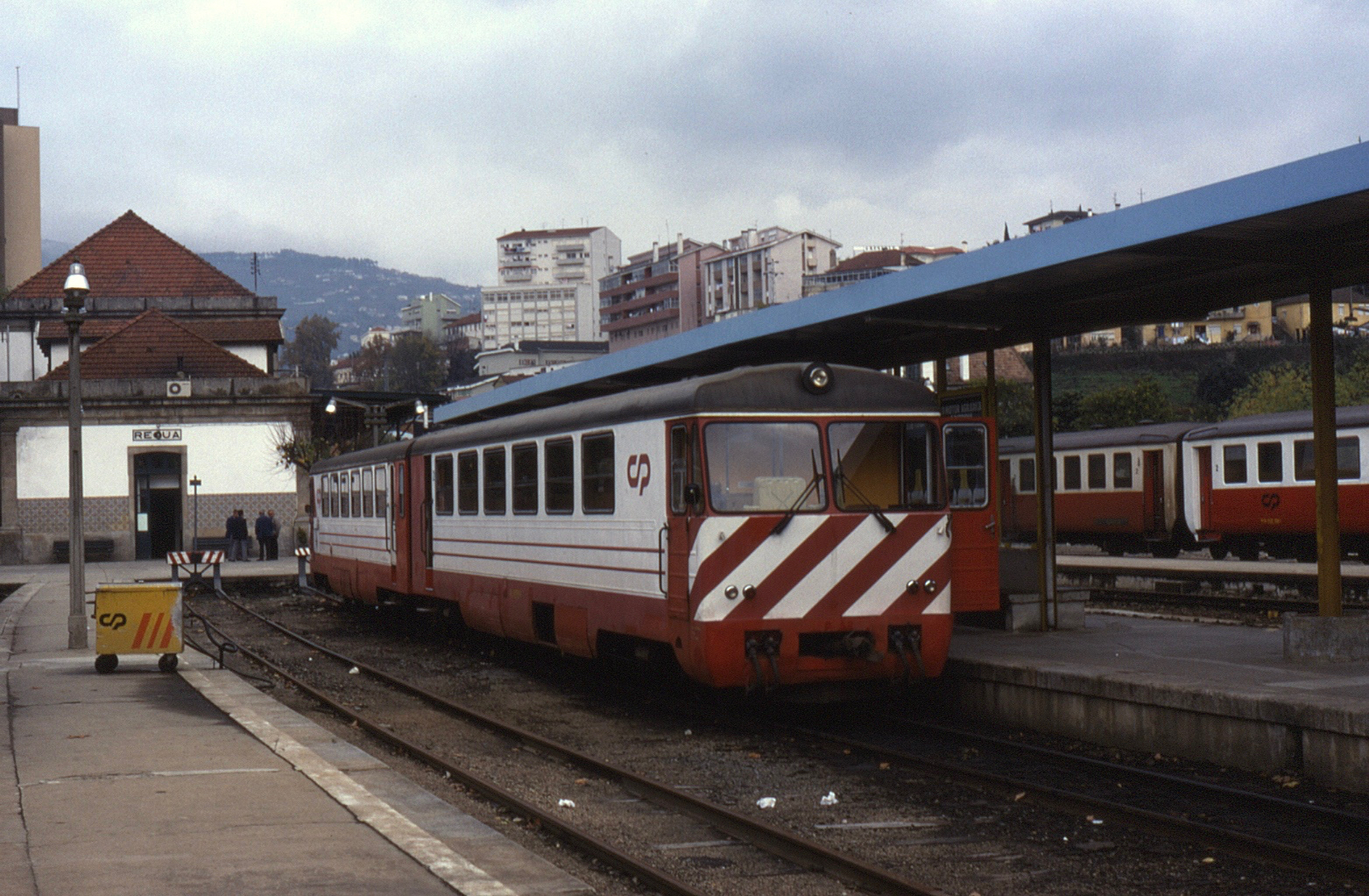
駅に停車する9700形（1993年撮影）

その後、1992年から18両（3両編成6本）についてディーゼルエンジンを始めとした機器の交換、車内の改修と言った大規模な更新工事が実施され、形式名も9400形に改められた。また、中間車のうち1両（9738）についてはギフォエンスにあるEMEFの工場へ従業員を輸送する両運転台の事業用車へ改造され、「TGV・デ・ギフォエンス（TGV de Guifões）」という愛称で2000年代中盤まで使用された。加えて、残存した車両についても車体の新造を含めた大規模な更新工事が実施される事になり、1995年以降9両が「LRV2000」こと9500形となった。これらの改造を受けなかった車両（12両）については以降も予備車として残存したが2001年に運用から離脱している。

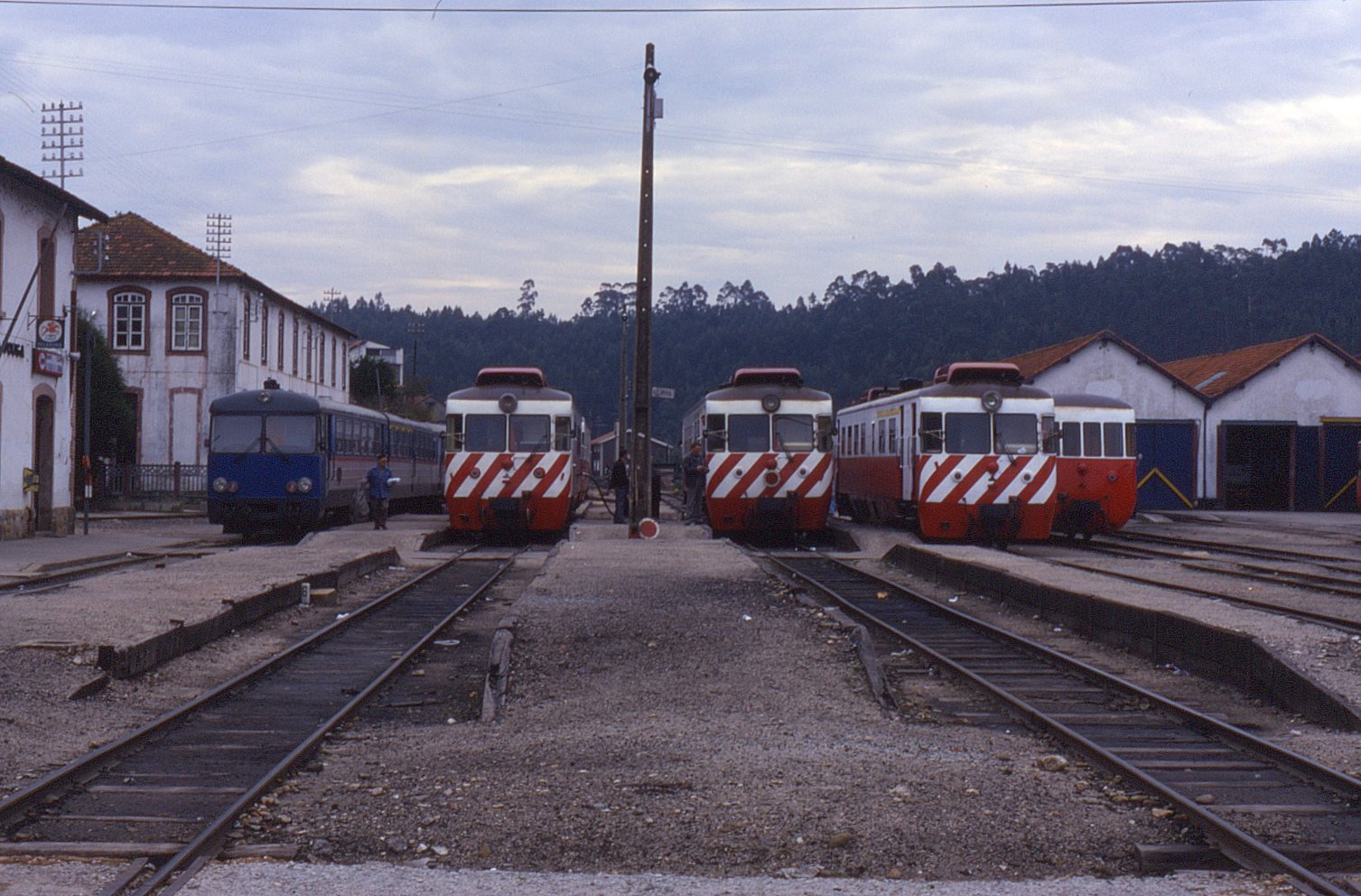
機器を更新した9400形（左）（1993年撮影）
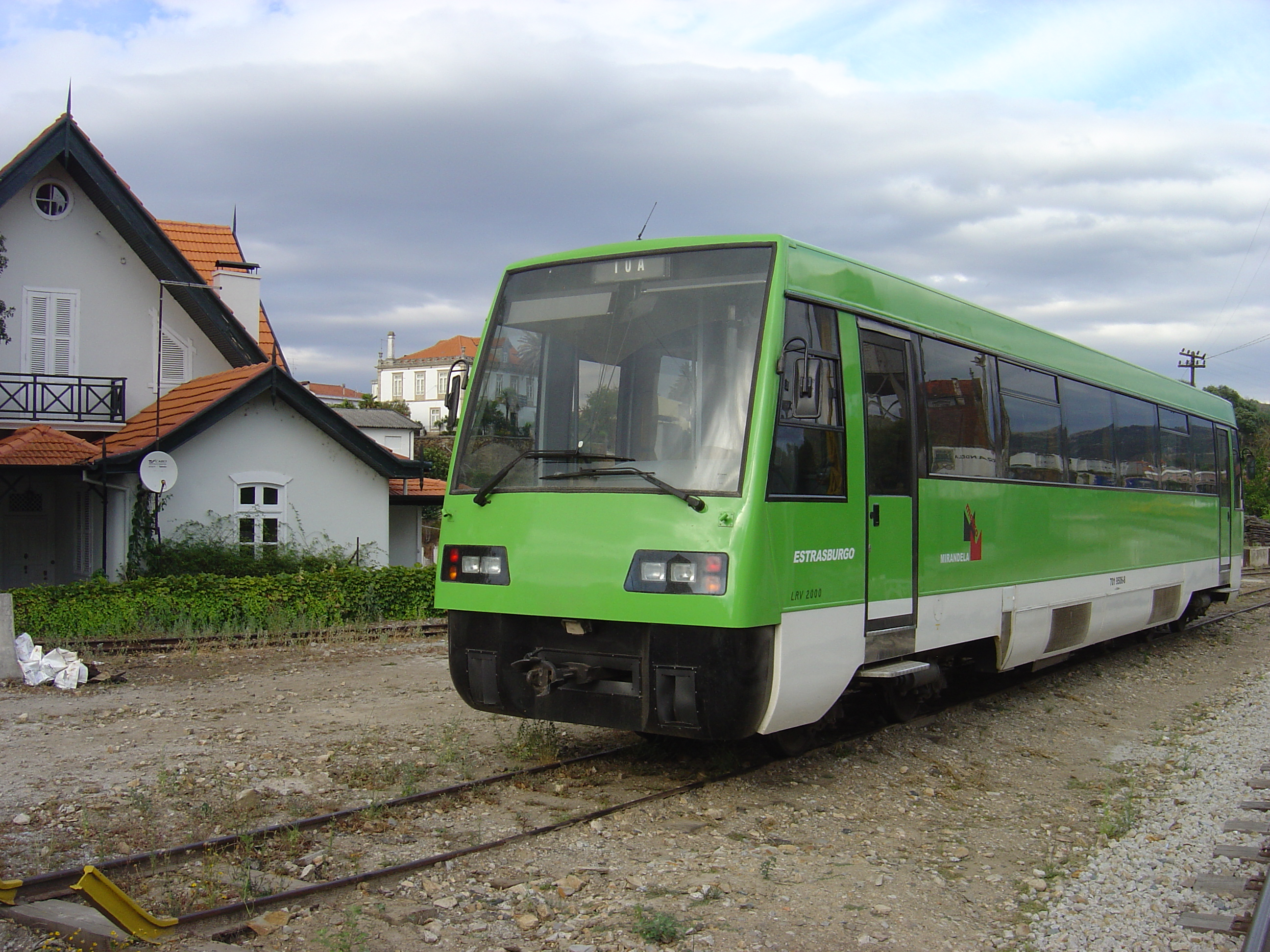
大規模な更新工事を実施した9500形
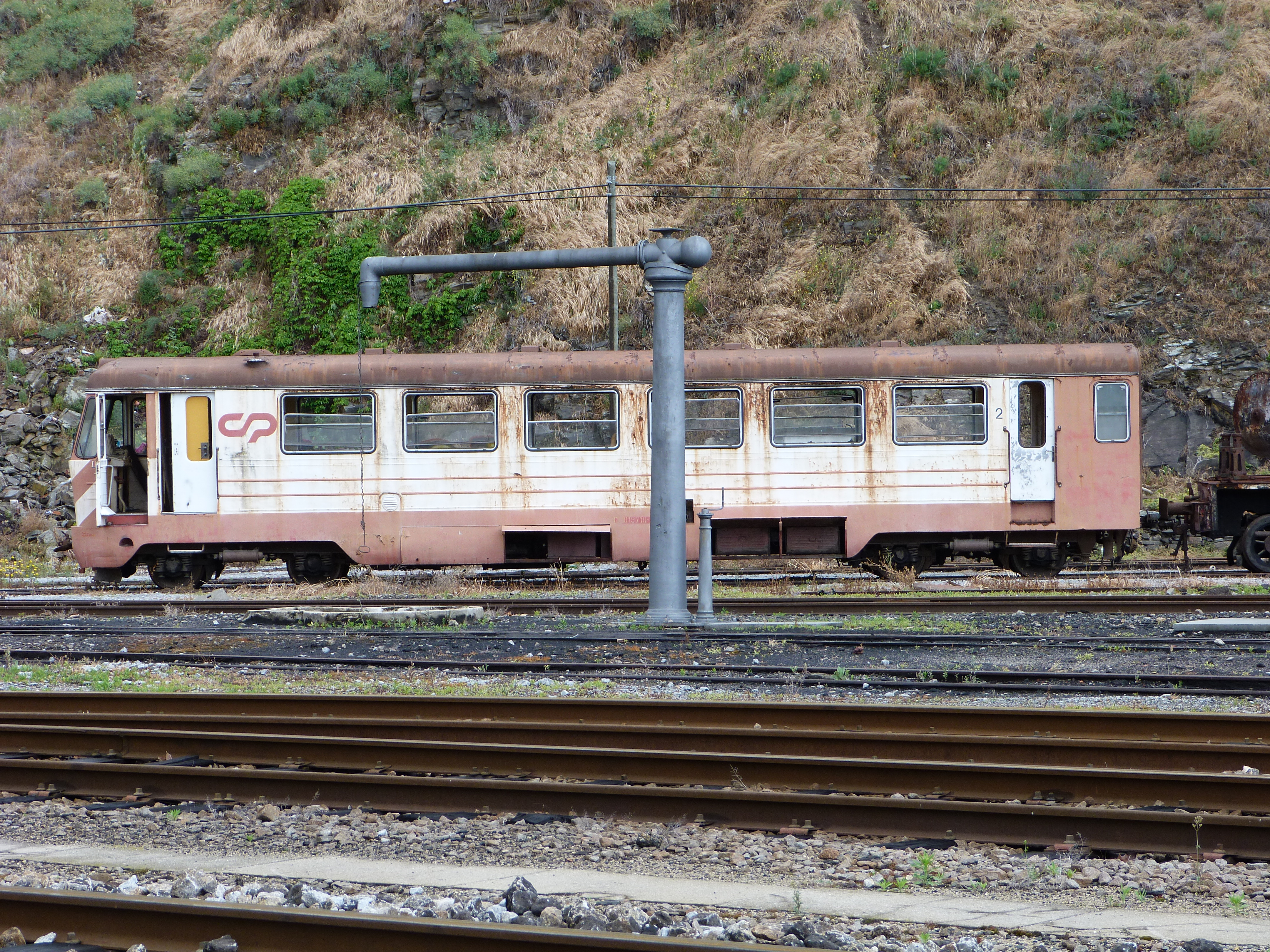
廃車後も留置されている9700形（9710）（2012年撮影）